# Carta de fundação do Hamas
A Carta do Movimento de Resistência Islâmica (em árabe: ميثاق حركة المقاومة الإسلامية حماس), conhecido como Pacto do Hamas ou Carta do Hamas, foi publicado pelo Hamas (Movimento de Resistência Islâmica) em 18 de agosto de 1988 e delineia a identidade fundacional, as posições e os objetivos da organização. Em 2017, o Hamas apresentou uma nova carta [en], sem revogar explicitamente a carta de 1988.
A Carta original identificava o Hamas como a Irmandade Muçulmana na Palestina e descrevia seus membros como muçulmanos tementes a Deus, que erguem a bandeira do Jihad (luta armada) contra os opressores. A Carta define a luta como sendo contra os judeus e defende a criação de um Estado islâmico palestino em todo o território da antiga Palestina Mandatária, com a eliminação ou dissolução de Israel. A Carta foi criticada por seu uso de linguagem antissemita, que alguns comentaristas caracterizaram como incitação ao genocídio. A Carta de 2017 removeu a linguagem antissemita e esclareceu que a luta do Hamas é contra os sionistas, não contra os judeus.
Desde que optou por participar de eleições, o Hamas minimizou o papel de sua Carta. Em contradição direta com a Carta, em 2008, o líder do Hamas, Ismail Haniya, afirmou que o Hamas aceitaria um Estado palestino nas fronteiras de 1967 e ofereceria uma trégua de longo prazo com Israel. Em 2010, o líder do Hamas, Khalid Meshal, declarou que a Carta é "um pedaço de história e não é mais relevante, mas não pode ser alterada por razões internas". Mashal também afirmou que o Hamas estava encerrando sua associação com a Irmandade Muçulmana. A Carta de 2017 aceita um Estado palestino nas fronteiras de 1967, embora mantenha a recusa do Hamas em reconhecer Israel.

## Contexto
Em 1987, vinte anos após a Guerra dos Seis Dias, a Primeira Intifada (1987–1993) começou como uma resistência à ocupação israelense de Gaza e da Cisjordânia. Uma revolta popular, a Primeira Intifada foi liderada por vários grupos, incluindo a Jihad Islâmica Palestina e a Organização para a Libertação da Palestina (OLP). Após receber reconhecimento oficial como o governo de facto, a OLP começou a buscar uma solução negociada com Israel na forma de uma solução de dois Estados. Essa solução era considerada inaceitável pelo Hamas, o braço palestino da Irmandade Muçulmana, e a Carta foi escrita para preencher a lacuna ideológica entre a OLP e os apoiadores da Irmandade Muçulmana. Segundo o Vice-Ministro de Relações Exteriores do Hamas, Dr. Ahmed Yousef [en], a Carta "foi ratificada durante as circunstâncias únicas da Intifada de 1988 como um quadro necessário para lidar com uma ocupação implacável". No entanto, enquanto a ideologia da Irmandade Muçulmana propunha uma visão islamista universal, a Carta do Hamas buscava focar no nacionalismo palestino e em uma estratégia de luta armada, ou jihad violento.
Enquanto a OLP era nacionalista, sua ideologia era consideravelmente mais secular em comparação com a do Hamas. Como a Irmandade Muçulmana, o Hamas adotava uma teologia jihadista neo-salafista que buscava a libertação nacional por meio da violência, conforme permitido por decreto divino. Embora sua linguagem fosse muito mais religiosa, seus objetivos políticos eram idênticos aos da Carta da OLP [en] e defendiam uma luta armada para recuperar toda a terra da Palestina como um waqf islâmico.
O tom da Carta original e sua representação do conflito israelo-palestino como uma frente em uma luta eterna entre muçulmanos e judeus têm sido um obstáculo para a participação da organização em fóruns diplomáticos envolvendo nações ocidentais. A Carta atualizada de 2017 recuou em muitas dessas afirmações, ao mesmo tempo que levantou questões sobre a capacidade do Fatah e de seu líder Mahmoud Abbas de atuar como o único representante legítimo dos palestinos. Além disso, a Carta de 2017 removeu muitas referências à Irmandade Muçulmana, já que esses laços prejudicaram a relação do grupo com o Egito, cujo governo considera a Irmandade uma organização terrorista.

## Relevância da Carta para as políticas do Hamas

### 1987–1993
Entre 1987 e 1988, durante a fase inicial da Primeira Intifada, a Carta do Hamas de 1988 foi escrita por um líder mais velho do Hamas e ratificada às pressas, como um instrumento para "manter o ímpeto" da recém-surgida "geração de resistência" palestina, fornecendo-lhes uma direção geral, expressa parcialmente em linguagem religiosa islâmica e parcialmente em terminologia política; assim explica a origem e o propósito da Carta, conforme descrito por Ahmed Yousef, ex-conselheiro político sênior do Primeiro-Ministro Haniya, em 2011. A Carta, segundo Yousef, refletia as visões dos anciãos diante de uma "ocupação implacável". Os detalhes de sua linguagem religiosa e política não foram examinados no contexto do direito internacional, e uma revisão interna para alterá-la foi arquivada por receio de oferecer concessões a Israel, como o Fatah havia feito nos Acordos de Oslo (1993–95).

### 1994–2005
O pesquisador holandês Floor Janssen comparou a Carta de 1988 (e outros documentos desse período) com documentos do Hamas de 1994 a 2005. Janssen encontrou uma mudança significativa nas posições do Hamas entre 1988 e 1994–2005:
- Diferentemente de 1988, o Hamas não se referia mais ao inimigo como "judeus".[26]
- O Hamas começou a introduzir suas posições sobre uma solução pacífica para o conflito israelo-palestino (provavelmente como consequência dos Acordos de Oslo), incluindo sua oferta de um cessar-fogo de longo prazo ou hudna e sua abertura para negociações com Israel em seus próprios termos.[27]
- O Hamas manteve seu objetivo de "libertar" a Palestina em sua totalidade.[28]

### 2005 a 2010
Em janeiro de 2006, o Hamas participou pela primeira vez das eleições para o Conselho Legislativo Palestino. Isso envolveu a elaboração de um programa eleitoral em março de 2005 e, após a vitória nas eleições, a criação de um programa de governo em março de 2006. Ambos os documentos foram percebidos como mais pragmáticos e flexíveis, sem mencionar a reivindicação do Hamas sobre toda a Palestina Mandatária, mas apenas reivindicando soberania sobre os Territórios Palestinianos. Além disso, esses documentos reduziram a ênfase no islamismo, em comparação com a Carta de 1988.
O contraste entre os documentos de 2005–2006 e a Carta de 1988 gerou debates na Palestina e em outros lugares sobre se o Hamas havia mudado seus objetivos e sobre a validade da Carta original de 1988. O acadêmico palestino Khaled Hroub [en] argumentou, em 2006, que esses documentos "representam uma evolução no pensamento político do Hamas em direção ao pragmatismo" e que o Hamas havia "genuinamente" mudado, embora reconhecesse que muitos ainda eram altamente céticos sobre essa ideia. Por outro lado, Mahmoud al-Zahar, cofundador do Hamas e Ministro das Relações Exteriores e Expatriados do Estado da Palestina de 2006 a 2007, afirmou em 2006 que o Hamas "não mudaria uma única palavra de sua Carta". Da mesma forma, em 2007, Mousa Abu Marzook [en] , Vice-Presidente do Escritório Político do Hamas, declarou que a Carta de 1988 não poderia ser alterada, pois isso pareceria uma concessão inaceitável para a "rua" e arriscaria fragmentar a unidade do partido.
Em 2009, Paul Scham e Osama Abu-Irshaid escreveram:
A julgar pela falta de referência à Carta por parte da organização e pelas declarações de seus líderes desde então, a Carta não parece ser uma influência significativa nas ações do Hamas.
Em 2010, Mahmoud al-Zahar, cofundador do Hamas, defendeu indiretamente a Carta de 1988, afirmando: "Nosso plano final é [ter] a Palestina em sua totalidade." No entanto, ao mesmo tempo, o Hamas se ofereceu para negociar com Israel com base nas fronteiras de 1967, indicando uma disposição para deixar de lado a questão dos refugiados até uma data futura indeterminada. Assim, embora o Hamas não tivesse, nesse momento, repudiado a Carta de 1988, estava se afastando dela rapidamente.
Também em 2010, em uma discussão com o professor norte-americano Robert Pastor [en], o líder do Hamas Khalid Meshal expressou uma perspectiva diferente: a Carta é "um pedaço de história e não é mais relevante, mas não pode ser alterada por razões internas". Essa resposta levou o professor Pastor a supor que o Quarteto para o Oriente Médio (EUA, UE, ONU, Rússia) continuava se referindo à Carta de 1988 do Hamas, em vez de suas declarações mais recentes, como uma desculpa para ignorar e não lidar seriamente com o Hamas.

### 2011 a 2016
Ahmed Yousef [en], ex-conselheiro político do Primeiro-Ministro Haniya, afirmou em janeiro de 2011 que a Carta de 1988 não deve ser lida como "uma constituição elaborada como lei" e não deve mais ser interpretada literalmente: o movimento Hamas "evoluiu" além do conteúdo da Carta, "aceitando um Estado palestino dentro das fronteiras de 1967 e declarando publicamente estar pronto para explorar soluções políticas", argumentou Yousef. Em maio de 2011, Mahmoud al-Zahar, cofundador do Hamas, por outro lado, enfatizou e explicou por que o Hamas não "reconheceria" Israel: tal movimento contrariaria o objetivo do Hamas de libertar toda a Palestina e privaria futuras gerações palestinas da possibilidade de "libertar" suas terras.
Um jovem analista do Hamas afirmou em 2015: o Fatah, no processo dos Acordos de Oslo (1993–95), alterou sua carta (em direção à não violência), mas recebeu muito pouco em troca; portanto, os elementos mais militantes do Hamas, por volta de 2015, estavam muito relutantes quanto ao processo interno no Hamas para moderar sua própria Carta em direção a uma retórica menos belicosa. Da mesma forma, o cientista político norte-americano Richard Davis [en] analisou em 2016 que a liderança do Hamas sentia pressões opostas de dois lados: potências internacionais instavam o Hamas a desconsiderar a relevância de sua Carta, enquanto a base doméstica palestina dissuadia os líderes do Hamas de reescreverem a Carta.

### Desde 2017
No dia seguinte à apresentação por Khalid Meshal, Presidente do Escritório Político do Hamas, em 1º de maio de 2017, de um novo “documento político” (frequentemente referido como ‘nova Carta’) [en], ele foi questionado: "Ele substituirá a Carta antiga do Hamas?" Mashal respondeu: "Este novo documento está em elaboração há quatro anos (...) Este documento reflete nossa posição por agora (...) A Carta antiga foi um produto de sua era, há 30 anos. Vivemos em um mundo diferente hoje". Outros líderes do Hamas desde então repetiram a mensagem de Mashal: a Carta antiga deve ser vista como "um documento histórico e parte de uma etapa anterior na evolução do Hamas".

## Resumo da Carta de 1988
- Artigo 1 descreve o Hamas como um Movimento de Resistência Islâmica com um programa ideológico baseado no islamismo.[1]
- Artigo 2 define o Hamas como um "movimento universal" e "um dos ramos da Irmandade Muçulmana na Palestina".[1][20][38][39]
- Artigo 3 afirma que o Movimento é composto por "muçulmanos que prestaram sua lealdade a Alá".[1]
- Artigo 4 declara que o Movimento "acolhe todo muçulmano que abraça sua fé, ideologia, segue seu programa, guarda seus segredos e deseja pertencer às suas fileiras e cumprir seu dever".[1]
- Artigo 5 demonstra suas raízes salafistas e conexões com a Irmandade Muçulmana, declarando o islamismo como sua religião oficial e o Alcorão como sua constituição.[1]
- Artigo 6 afirma que o Hamas é exclusivamente palestino,[1] e "esforça-se para erguer a bandeira de Alá sobre cada centímetro da Palestina, pois sob a asa do islamismo, seguidores de todas as religiões podem coexistir em segurança onde suas vidas, posses e direitos estão em questão". Sustenta que o mundo descerá ao caos e à guerra sem o islamismo, citando Muhammad Iqbal.[1][20]
- Artigo 7 descreve o Hamas como "um dos elos na cadeia da luta contra os invasores sionistas" e reivindica continuidade com os seguidores do herói religioso e nacionalista Izz ad-Din al-Qassam da Grande Revolta Árabe, bem como com os combatentes palestinos da Primeira Guerra Árabe-Israelense. Termina com um hádice, de Sahih al-Bukhari, Sahih Muslim [en] 2922, sugerindo que o Dia do Juízo não chegará até que os muçulmanos lutem e matem os judeus.[1][39]
- Artigo 8 reitera o lema da Irmandade Muçulmana: "Alá é seu objetivo, o Profeta é o modelo, o Alcorão é sua constituição, o jihad é seu caminho, e a morte pela causa de Alá [en] é o mais elevado de seus desejos".[1][20]
- Artigo 9 adapta a visão da Irmandade Muçulmana para conectar a crise palestina com a solução islâmica e defende "lutar contra o falso, derrotá-lo e vencê-lo para que a justiça prevaleça".[1]
- Artigo 11 afirma que a Palestina é sagrada (waqf) para todos os muçulmanos por todos os tempos e não pode ser renunciada por ninguém.[1]
- Artigo 12 declara que "o nacionalismo, do ponto de vista do Movimento de Resistência Islâmica, é parte do credo religioso".[1]
- Artigo 13 sustenta que não há possibilidade de uma solução negociada. O Jihad é a única resposta.[1]
- Artigo 14 afirma que a libertação da Palestina é um dever pessoal de cada palestino.[1]
- Artigo 15 declara que "no dia em que os inimigos usurpam parte da terra muçulmana, o Jihad se torna um dever individual de cada muçulmano". Afirma que a história das Cruzadas em terras muçulmanas e diz que o "problema palestino é um problema religioso".[1]
- Artigo 16 descreve como educar as futuras gerações, com ênfase em estudos religiosos e história islâmica.[1]
- Artigo 17 declara que o papel das mulheres na sociedade islâmica é ser "fabricantes de homens". Condena organizações ocidentais, como a Maçonaria, Rotary International e agências de inteligência, como "sabotadoras" por promoverem ideias subversivas sobre as mulheres.[1]
- Artigo 18 define o papel das mulheres como donas de casa e criadoras de filhos, fornecendo educação e orientação moral aos homens.[1]
- Artigo 19 promove o valor da arte enquanto privilegia a arte islâmica sobre formas de arte "Jahili".[1]
- Artigo 20 apela à ação "do povo como um único corpo" contra "um inimigo cruel que age de maneira semelhante ao Nazismo, sem fazer distinção entre homens e mulheres, entre crianças e idosos".[1]
- Artigo 21 promove a "responsabilidade social mútua" e exorta os membros a "considerarem os interesses das massas como seus próprios interesses pessoais".[1]
- Artigo 22 faz afirmações amplas sobre a influência e o poder judaico.[1][40] Especificamente, afirma que os judeus foram responsáveis por instigar várias revoluções e guerras, incluindo a Revolução Francesa, a Primeira Guerra Mundial e a Revolução Russa. Também afirma que os judeus controlam [en] as Nações Unidas e que são apoiados por "forças imperialistas no Ocidente capitalista e no Oriente comunista".[1]
- Artigo 23 expressa apoio a todos os movimentos islâmicos "se eles revelarem boas intenções e dedicação a Alá".[1]
- Artigo 24 proíbe "caluniar ou falar mal de indivíduos ou grupos".[1]
- Artigo 25 desencoraja movimentos islâmicos de buscar apoio estrangeiro e expressa apoio a outros movimentos nacionalistas palestinos.[1]
- Artigo 26 permite consultas com outros movimentos palestinos que sejam neutros em assuntos internacionais.[1]
- Artigo 27 elogia a OLP, mas condena seu secularismo [en].[1]
- Artigo 28 faz acusações conspiratórias contra Israel e todo o povo judeu: "Israel, Judaísmo e Judeus".[1][40] Afirma que as "organizações sionistas" visam destruir a sociedade por meio da corrupção moral e da eliminação do islamismo, sendo responsáveis pelo tráfico de drogas e pelo alcoolismo.[1]
- Artigo 30 apela a "escritores, intelectuais, jornalistas, oradores, educadores e professores, e todos os diversos setores no mundo árabe e islâmico" para perseguirem o jihad.[1]
- Artigo 31 descreve o Hamas como "um movimento humanístico", que "cuida dos direitos humanos e é guiado pela tolerância islâmica ao lidar com seguidores de outras religiões". "Sob a asa do islamismo", é possível que islamismo, cristianismo e judaísmo "coexistam em paz e tranquilidade", desde que os membros de outras religiões não contestem a soberania do islamismo na região.[1]
- Artigo 32 condena as "potências imperialistas" como co-conspiradoras que buscam corromper todos os países árabes, um a um, deixando a Palestina como o último bastião do islamismo.[40] Afirma que o plano dos sionistas está descrito nos Os Protocolos dos Sábios de Sião e que eles pretendem expandir seu controle do Nilo ao Eufrates.[1][41]
- Artigo 33 apela aos muçulmanos em todo o mundo para trabalharem pela libertação da Palestina.[1]
- Artigo 34 apresenta o Monte do Templo em Jerusalém como o axis mundi, o ponto sagrado onde a cosmologia divina e a história temporal se encontram.[42] Junto com o Artigo 35, compara Israel a um movimento imperialista-colonialista. Os artigos refletem e se baseiam em exemplos passados de invasões cruzadas e invasões mongóis, ambas inicialmente bem-sucedidas, mas eventualmente repelidas.[43][44]
- Artigo 36 delineia os objetivos do Hamas.[45]

## Análise

### Declarações sobre Israel
O Preâmbulo da Carta de 1988 afirmou: "Israel existirá e continuará a existir até que o islamismo a invalide, assim como invalidou outros antes dela". A Carta enfatiza a importância do jihad para a questão palestina, acrescentando que "iniciativas, propostas e conferências internacionais são todas uma perda de tempo e esforços vãos".
A Carta também declara que "renunciar a qualquer parte da Palestina significa renunciar a parte da religião [do islamismo]".

### Ideologia
A Carta de 1988 baseia-se fortemente em citações do Hádice e do Alcorão e constrói um argumento de que os judeus merecem a inimizade e a ira de Deus/Alá porque receberam as Escrituras, mas violaram seus textos sagrados, rejeitaram os sinais de Alá e mataram seus próprios profetas. A introdução da Carta identifica a luta do Hamas como uma continuação de "nossa [longa e perigosa] luta com os judeus...".
O Artigo Sete da Carta conclui com uma citação de um hádice:
| “ | O Dia do Juízo não chegará até que os muçulmanos lutem contra os judeus, quando o judeu se esconderá atrás de pedras e árvores. As pedras e árvores dirão: 'Ó muçulmano, ó servo de Deus, há um judeu atrás de mim, venha e mate-o.' Apenas a árvore Gharqad [en] não fará isso, porque é uma das árvores dos judeus. | ” |

O segundo parágrafo do Artigo Trinta e Dois da Carta é o seguinte:
| “ | O Movimento de Resistência Islâmica apela às nações árabes e islâmicas para que tomem uma linha de ação séria e perseverante para impedir o sucesso deste plano horrendo, para alertar o povo sobre o perigo de abandonar o círculo de luta contra o sionismo. Hoje é a Palestina, amanhã será outro país. O plano sionista é ilimitado. Após a Palestina, os sionistas aspiram expandir do Nilo ao Eufrates. Quando tiverem dominado a região que tomaram, aspirarão a uma expansão ainda maior, e assim por diante. Seu plano está incorporado nos "Protocolos dos Sábios de Sião", e sua conduta atual é a melhor prova do que estamos dizendo. | ” |

Ao mesmo tempo, a Carta afirma que o Hamas é um movimento humanístico que respeita os direitos humanos e que judeus, cristãos e muçulmanos podem viver pacificamente sob a soberania islâmica: "Sob a asa do islamismo, é possível que os seguidores das três religiões - islamismo, cristianismo e judaísmo - coexistam em paz e tranquilidade uns com os outros".
Jeffrey Goldberg [en], escrevendo na revista The Atlantic, criticou a Carta fundadora do Hamas, rotulando-a como um documento "genocida" e comparando-a aos Os Protocolos dos Sábios de Sião. (Note-se que a Carta afirma especificamente que os judeus têm planos descritos no infame documento tropo antissemita do início do século XX, "Os Protocolos dos Sábios de Sião".) Referindo-se à Carta em um artigo na revista The New Yorker, o comentarista norte-americano Philip Gourevitch acusou a liderança do Hamas de ter intenções "genocidas" contra os judeus. Segundo Bruce Hoffman [en], a Carta do Hamas exibe "intenções genocidas".

### Jihad Militante
A Carta de 1988 detalhou ainda mais como o Jihad contra os judeus era um dever: "No dia em que os inimigos usurpam parte da terra muçulmana, o Jihad se torna o dever individual de cada muçulmano. Diante da usurpação da Palestina pelos judeus, é obrigatório que a bandeira do Jihad seja erguida. Isso requer a difusão da consciência islâmica entre as massas, nos níveis regional, árabe e islâmico. É necessário incutir o espírito do Jihad no coração da nação para que enfrentem os inimigos e se juntem às fileiras dos combatentes".

### Antissemitismo
Alguns comentaristas argumentam que a alegação de que o Hamas não é mais antissemita foi repetidamente minada pelas ações do grupo. Declarações de oficiais do Hamas, como Fathi Hamad [en] – que, segundo algumas fontes, pediu publicamente o assassinato de judeus – também são citadas como evidência de antissemitismo contínuo dentro do grupo.
A CNN, em novembro de 2023, afirmou que a Carta do Hamas de 1988 "ordena a morte de judeus". O The New York Times, em 8 de outubro de 2023, condenou a Carta do Hamas de 1988 por seu suposto uso de linguagem antissemita. Alguns comentaristas caracterizaram a linguagem do Hamas em sua Carta de 1988 como incitação ao genocídio [en]. A Carta é dita ecoar a propaganda nazista ao afirmar que os judeus lucraram durante a Segunda Guerra Mundial.
Por outro lado, Ahmed Yassin, fundador do Hamas, foi citado dizendo:
| “ | Não odiamos os judeus e lutamos contra eles por serem judeus. Eles são um povo de fé, e nós somos um povo de fé, e amamos todos os povos de fé. Se meu irmão, da mesma mãe e pai e da minha própria fé, tomar minha casa e me expulsar dela, eu lutarei contra ele. Lutarei contra meu primo se ele tomar minha casa e me expulsar dela. Então, quando um judeu toma minha casa e me expulsa dela, eu lutarei contra ele. Não luto contra outros países porque quero estar em paz com eles, amo todos os povos e desejo paz para eles, até mesmo os judeus. Os judeus viveram conosco por toda a nossa vida e nunca os atacamos, e eles ocuparam altos cargos no governo e em ministérios. Mas se eles tomarem minha casa e me tornarem um refugiado como 4 milhões de palestinos no exílio? Quem tem mais direito a esta terra? O imigrante russo que deixou esta terra há 2000 anos ou aquele que a deixou há 40 anos? Não odiamos os judeus, apenas pedimos que nos deem nossos direitos. | ” |

## Princípios de 2017
Em maio de 2017, o Hamas publicou um novo documento intitulado Um Documento de Princípios Gerais e Políticas [en] (em árabe: وثيقة المبادئ والسياسات العامة لحركة حماس). Embora o Documento de Princípios Gerais não tenha substituído oficialmente a Carta de 1988, é frequentemente descrito como a nova ou revisada Carta do Hamas. O novo documento defendeu um Estado palestino nas fronteiras de 1967, descrevendo isso como um "consenso nacional"; no entanto, também continuou a descrever Israel como uma "entidade ilegal" e manteve o compromisso da organização com a luta armada. Enquanto a Carta do Hamas de 1988 foi amplamente criticada por seu antissemitismo, o documento de 2017 afirmou que a luta do Hamas não era contra os judeus por causa de sua religião, mas contra o projeto sionista que expulsou os palestinos de suas casas.
Diferentemente da Carta de 1988, a Carta de 2017 aceitou um Estado palestino dentro das fronteiras que existiam antes de 1967 e manteve a recusa do Hamas em reconhecer o Estado de Israel, que denomina como a "entidade sionista". A Carta de 2017 refere-se a um Estado israelense dentro das fronteiras pré-1967 como um Estado transitório, enquanto também defende a "libertação de toda a Palestina".

### Respostas públicas
As respostas ao documento de 2017 foram variadas. Enquanto alguns o receberam como um sinal de maior maturidade política, uma tentativa de reduzir a distância entre moderados e linha-dura dentro do Hamas e um possível passo em direção à paz, muitos outros, incluindo o Primeiro-Ministro de Israel Benjamin Netanyahu, descartaram-no como um esforço meramente cosmético, projetado para tornar o Hamas mais palatável, sem alterar nada em seus objetivos e métodos subjacentes.
Nathan Thrall [en], analista do International Crisis Group, em 3 de maio de 2017, sugeriu que a Carta de 1988 ("com seu discurso de obliterar Israel") causava, há muito tempo, "constrangimento silencioso entre os líderes do Hamas mais inclinados à reforma", mas que a "ambivalência" dentro da liderança do Hamas impediu o grupo, em sua nova Carta de 2017, de repudiar completamente a Carta de 1988. Escrevendo em 2020, o filósofo Joseph Spoerl comentou que o documento de 2017 "toma todos os tropos clássicos do antissemitismo e os foca no sionismo... Isso dificilmente pode ser considerado uma rejeição séria do antissemitismo".
Por volta de 4 de maio de 2017, com Khalid Meshal ainda no cargo de Presidente do Escritório Político do Hamas, ele foi entrevistado sobre a identificação dos inimigos do Hamas como "sionistas" no novo documento, enquanto na Carta de 1988 eles também são indicados como "os judeus". Mashal afirmou: "Sim", na Carta de 1988 "a expressão ['judeus'] foi usada", que ele descreveu como "não tão precisa", enfatizando que a luta do Hamas "desde o início" era contra "o ocupante israelense ... não porque eles são judeus, (...) não por causa de sua religião, mas porque (...) eles ocuparam nossa terra, atacaram nosso povo e os expulsaram de suas casas".
Após o Ataque liderado pelo Hamas em Israel em 2023, o ex-embaixador e chefe do Wilson Center, Mark Andrew Green [en], descreveu a revisão de 2017 como tendo "mascarado os objetivos terroristas [do Hamas] em termos mais ambíguos e menos violentos", enquanto o ataque de 2023 mostrou que seu objetivo permanecia, como na Carta de 1988, "a destruição do Estado de Israel e o assassinato de judeus".